# Tunka
Tunka (rusky Тунка) je vesnice v Tunkinském rajónu Burjatské republiky Ruské federace, administrativní centrum vesnického sídla Tunka.

## Geografie adoprava
Leží v centru Tunkinského údolí na levém břehu Irkutu, na březích řeky Tunky jeden kilometr od jejího ústí do Irkutu. Sídlo rajónu – Kyren – leží 39 km na západ. 7 km jižnějí prochází federální silnice A333.

## Historie
Roku 1676 zde byl založen Tunkinský ostroh, zprvu u soutoku Tunky a Irkutu, později, po záplavách, byl přenesen na vysoký břeh Irkutu. Ostroh sloužil jako opora pro obranu Irkutsku před nájezdy Mongolů. Vesnice u něj se postupem doby stala kulturním a ekonomickým střediskem Tunkinského údolí.
V 19. století sem byli posíláni do vyhnanství političtí provinilci, mezi jinými Julian Lublinski, Vladimir Sergejevič Tolstoj, Bronisław Szwarce a Józef Piłsudski.